# Montescot
Montescot  est une commune française, située dans l'est du département des Pyrénées-Orientales en région Occitanie. Ses habitants sont appelés les Montescotois. Sur le plan historique et culturel, la commune est dans le Roussillon, une ancienne province du royaume de France, qui a existé de 1659 jusqu'en 1790 et qui recouvrait les trois vigueries du Roussillon, du Conflent et de Cerdagne.
Exposée à un climat méditerranéen, elle est drainée par l'Agouille de la Mer. La commune possède un patrimoine naturel remarquable composé de deux zones naturelles d'intérêt écologique, faunistique et floristique.
Montescot est une commune urbaine qui compte 1 595 habitants en 2022, après avoir connu une forte hausse de la population depuis 1962.  Elle fait partie de l'aire d'attraction de Perpignan. Ses habitants sont appelés les Montescotois ou  Montescotoises.

## Géographie

### Localisation
La commune de Montescot se trouve dans le département des Pyrénées-Orientales, en région Occitanie.
Elle se situe à 11 km à vol d'oiseau de Perpignan, préfecture du département, à 20 km de Céret, sous-préfecture, et à 3 km d'Elne, bureau centralisateur du canton de la Plaine d'Illibéris dont dépend la commune depuis 2015 pour les élections départementales.
La commune fait en outre partie du bassin de vie de Saint-Cyprien.
Les communes les plus proches sont : 
Corneilla-del-Vercol (2,3 km), Bages (3,0 km), Elne (3,2 km), Ortaffa (3,2 km), Villeneuve-de-la-Raho (3,5 km), Théza (3,7 km), Palau-del-Vidre (4,5 km), Brouilla (5,2 km).
Sur le plan historique et culturel, Montescot fait partie de l'ancienne province du royaume de France, le Roussillon, qui a existé de 1659 jusqu'à la création du département des Pyrénées-Orientales en 1790 et qui recouvrait les trois vigueries du Roussillon, du Conflent et de Cerdagne.

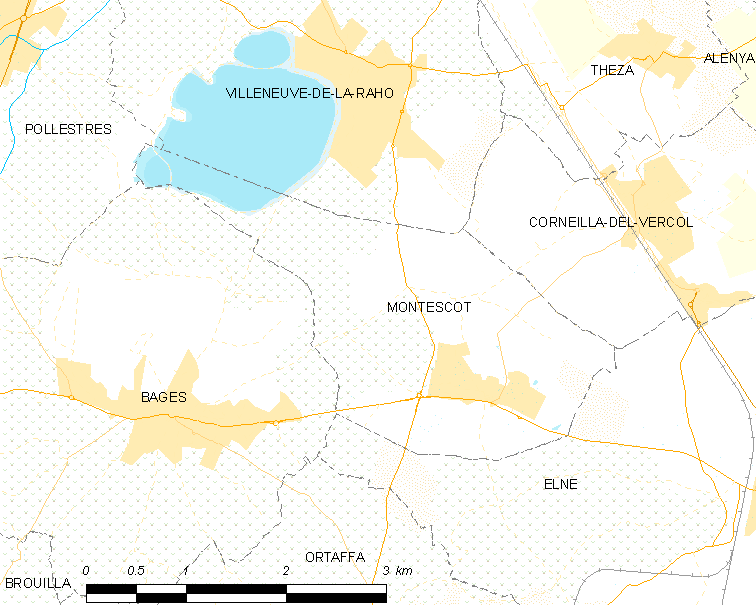
Situation de la commune de Montescot

| Pollestres | Villeneuve-de-la-Raho | Corneilla-del-Vercol |
| Bages      | Montescot             |                      |
|            |                       | Elne                 |

### Géologie et relief
La superficie de la commune est de 602 ha. Son altitude varie de 16 m à 40 m.
La commune est classée en zone de sismicité 3, correspondant à une sismicité modérée.

### Hydrographie
Le territoire de la commune englobe la partie méridionale du lac de Villeneuve-de-la-Raho. Le principal cours d'eau de la commune est l'Agouille de la Mar, en provenance à l'ouest de Bages et qui poursuit son cours à l'est vers Corneilla-del-Vercol. Ce cours d'eau passe au nord du village, qui n'est lui-même traversé que par quelques-uns de ses affluents de rive droite.
Par grosses pluies, les terres en dessous de la cote de 10 mètres d’altitude du bocage sont inondables. Avec une pente moyenne de 5 mm/m le drainage des eaux s’effectue lentement. Le sous-sol imperméable s’oppose aux infiltrations et les eaux doivent s’évacuer naturellement ou s’évaporer, ce qui demande un certain temps. Le bassin de régulation du débit de l’Agouille de la Mar, aménagé en 2001 à cheval sur le territoire de Montescot et de Corneilla-del-Vercol et le recalibrage de l’Agouille entrepris depuis plusieurs années, devrait améliorer le drainage et limiter les inondations.[réf. nécessaire]
L’Agouille de la Mar draine les bassins de Bages, Montescot, Corneilla-del-Vercol et se déverse dans l’étang de Canet. Autrefois le débit ininterrompu de plusieurs puits artésiens périphériques couvrait les besoins en eau des Montescotois. Aujourd’hui, les forages de Montescot, pratiqués à plus de 150 mètres de profondeur, alimentent en eau d’excellente qualité les communes de la côte allant de Cerbère à Saint-Cyprien. Elle provient des pentes enneigées du massif du Canigou.[réf. nécessaire]

### Climat
Pour des articles plus généraux, voir Climat de l'Occitanie et Climat des Pyrénées-Orientales.
En 2010, le climat de la commune est de type climat méditerranéen franc, selon une étude du CNRS s'appuyant sur une série de données couvrant la période 1971-2000. En 2020, Météo-France publie une typologie des climats de la France métropolitaine dans laquelle la commune est exposée à un climat méditerranéen et est dans la région climatique Provence, Languedoc-Roussillon, caractérisée par une pluviométrie faible en été, un très bon ensoleillement (2 600 h/an), un été chaud (21,5 °C), un air très sec en été, sec en toutes saisons, des vents forts (fréquence de 40 à 50 % de vents > 5 m/s) et peu de brouillards.
Pour la période 1971-2000, la température annuelle moyenne est de 15,1 °C, avec une amplitude thermique annuelle de 15,6 °C. Le cumul annuel moyen de précipitations est de 622 mm, avec 5,2 jours de précipitations en janvier et 2,5 jours en juillet. Pour la période 1991-2020, la température moyenne annuelle observée sur la station météorologique la plus proche, située sur la commune de Perpignan à 11 km à vol d'oiseau, est de 16,0 °C et le cumul annuel moyen de précipitations est de 578,3 mm,. Pour l'avenir, les paramètres climatiques de la commune estimés pour 2050 selon différents scénarios d’émission de gaz à effet de serre sont consultables sur un site dédié publié par Météo-France en novembre 2022.

### Milieux naturels et biodiversité

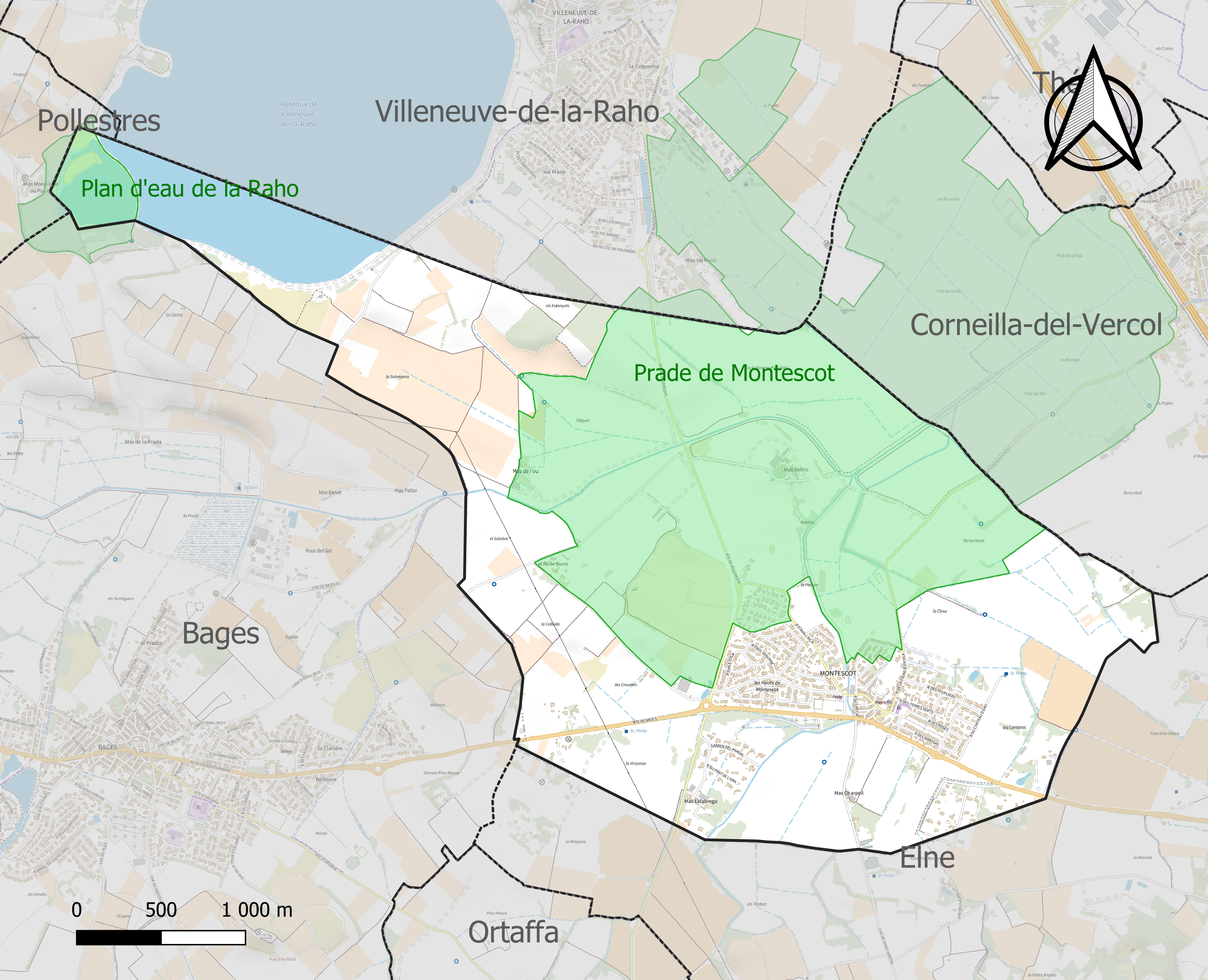
Carte des ZNIEFF de type 1 localisées sur la commune.

L’inventaire des zones naturelles d'intérêt écologique, faunistique et floristique (ZNIEFF) a pour objectif de réaliser une couverture des zones les plus intéressantes sur le plan écologique, essentiellement dans la perspective d’améliorer la connaissance du patrimoine naturel national et de fournir aux différents décideurs un outil d’aide à la prise en compte de l’environnement dans l’aménagement du territoire.
Deux ZNIEFF de type 1 sont recensées sur la commune :
le « plan d'eau de la Raho » (20 ha), couvrant 3 communes du département et 
la « Prade de Montescot » (456 ha), couvrant 3 communes du département.

## Urbanisme

### Typologie
Au 1er janvier 2024, Montescot est catégorisée ceinture urbaine, selon la nouvelle grille communale de densité à sept niveaux définie par l'Insee en 2022.
Elle est située hors unité urbaine. Par ailleurs la commune fait partie de l'aire d'attraction de Perpignan, dont elle est une commune de la couronne,. Cette aire, qui regroupe 118 communes, est catégorisée dans les aires de 200 000 à moins de 700 000 habitants,.

### Occupation des sols
L'occupation des sols de la commune, telle qu'elle ressort de la base de données européenne d’occupation biophysique des sols Corine Land Cover (CLC), est marquée par l'importance des territoires agricoles (83,2 % en 2018), en diminution par rapport à 1990 (88,1 %). La répartition détaillée en 2018 est la suivante : 
prairies (32,9 %), cultures permanentes (27,5 %), zones agricoles hétérogènes (22,8 %), zones urbanisées (7,3 %), eaux continentales (6,4 %), espaces verts artificialisés, non agricoles (3,1 %). L'évolution de l’occupation des sols de la commune et de ses infrastructures peut être observée sur les différentes représentations cartographiques du territoire : la carte de Cassini (XVIIIe siècle), la carte d'état-major (1820-1866) et les cartes ou photos aériennes de l'IGN pour la période actuelle (1950 à aujourd'hui).

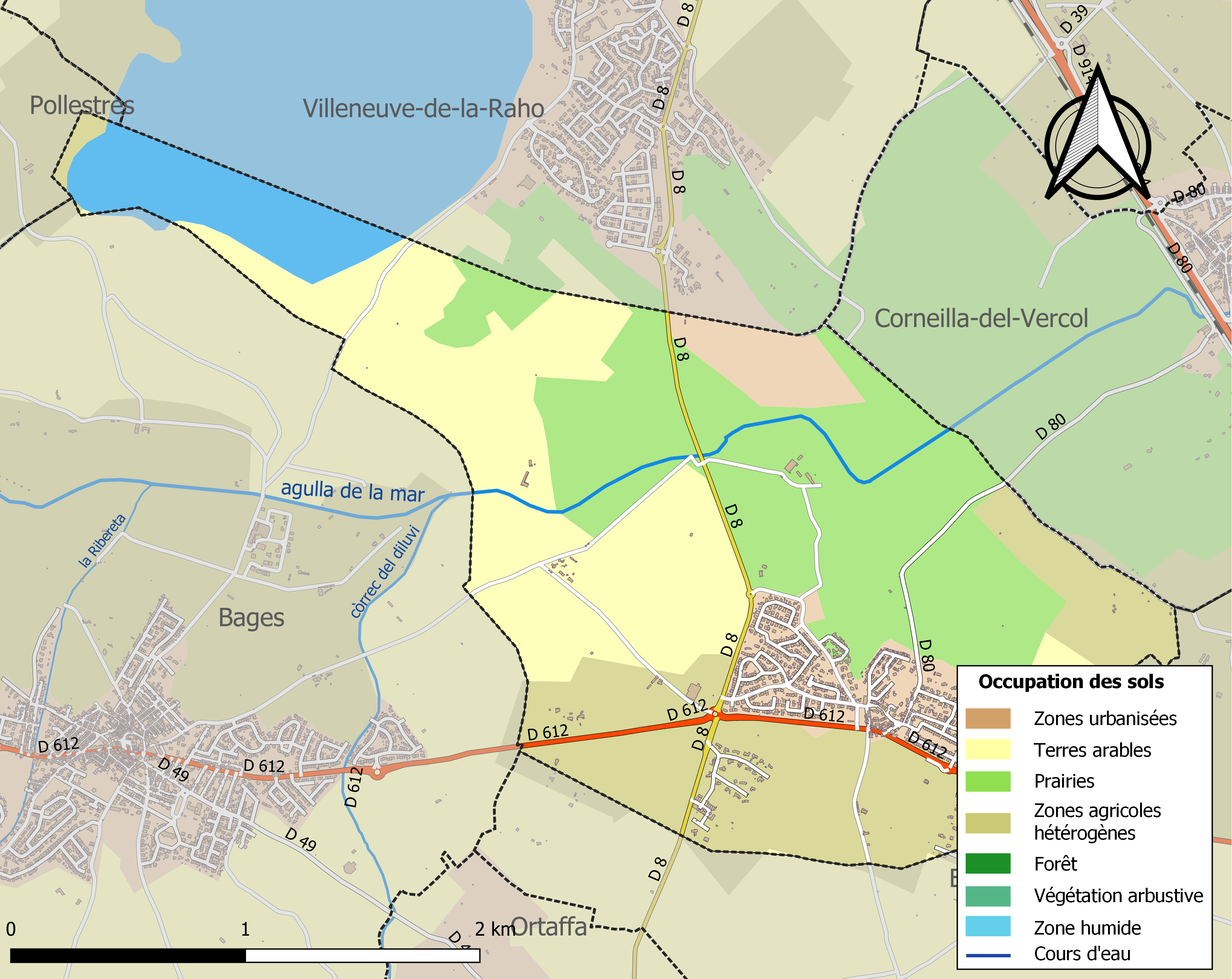
Carte des infrastructures et de l'occupation des sols de la commune en 2018 (CLC).

### Morphologie urbaine
Hameaux : Mas Lafabrègue, La Trobe et Le pain de sucre.

### Logement
À l’origine, l’habitat montescotois était composé de cabanes légères, semblables à celles des villages de pêcheurs installés près des étangs ou des marécages environnants.
Jusqu’au Xe siècle, les descriptions des ventes, les donations et les échanges concernèrent très peu de casas coopertas (maisons recouvertes d’un toit en tuiles de terre cuite supposant des murs porteurs bâtis en pierre ou en galets de rivière).
La première habitation construite en dur dans le village serait la maison du Valvasseur située sur la butte castrale parfois avantageusement définie comme château. Elle est citée en 1340 dans le liber féodorum «...loco sive castro de Montescoto et terminis.. » et en 1720 par la facture de Joseph Clavell mestre foster de Elna (AD 96 EDT2). Au cours des ans, quelques constructions tournées vers le levant, à l’abri de la tramontane, s’adossèrent à la motte castrale.
Des pâtés successifs s’adjoignirent à ce premier ensemble (rue de la Grangerie, place du Vallespir). Certains locaux à usage agricole de la rue du Canigou dateraient des XVe et XVIe siècles sous le règne de Charles Quint, remaniés au XIXe.

### Voies de communication et transports
Deux routes départementales se croisent au cœur du village :
- La D 612, en provenance à l'ouest de Bages et en direction à l'est d'Elne ;
- La D 8, en provenance au nord de Villeneuve-de-la-Raho et en direction au sud vers la D 49 et Ortaffa.

La ligne 544 du réseau régional liO relie la commune à Millas et à Saint-Cyprien, et la ligne 572 la relie à la gare de Perpignan depuis Banyuls-dels-Aspres.

### Risques majeurs
Le territoire de la commune de Montescot est vulnérable à différents aléas naturels : inondations, climatiques (grand froid ou canicule), mouvements de terrains et séisme (sismicité modérée),.
Certaines parties du territoire communal sont susceptibles d’être affectées par le risque d’inondation par crue torrentielle de cours d'eau du bassin du Réart.
Les mouvements de terrains susceptibles de se produire sur la commune sont liés au retrait-gonflement des argiles. Une cartographie nationale de l'aléa retrait-gonflement des argiles permet de connaître les sols argileux ou marneux susceptibles vis-à-vis de ce phénomène.

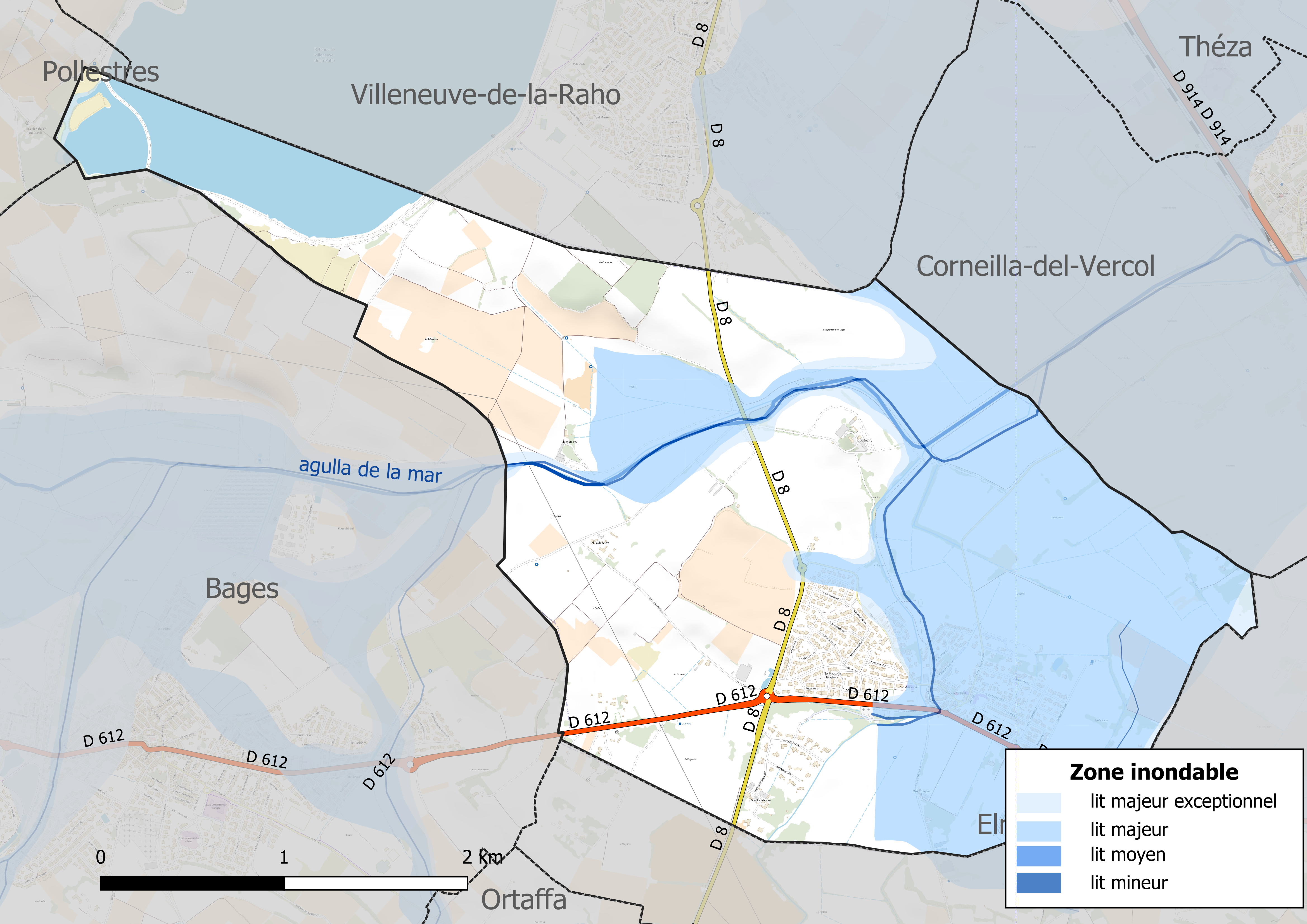
Carte des zones inondables.
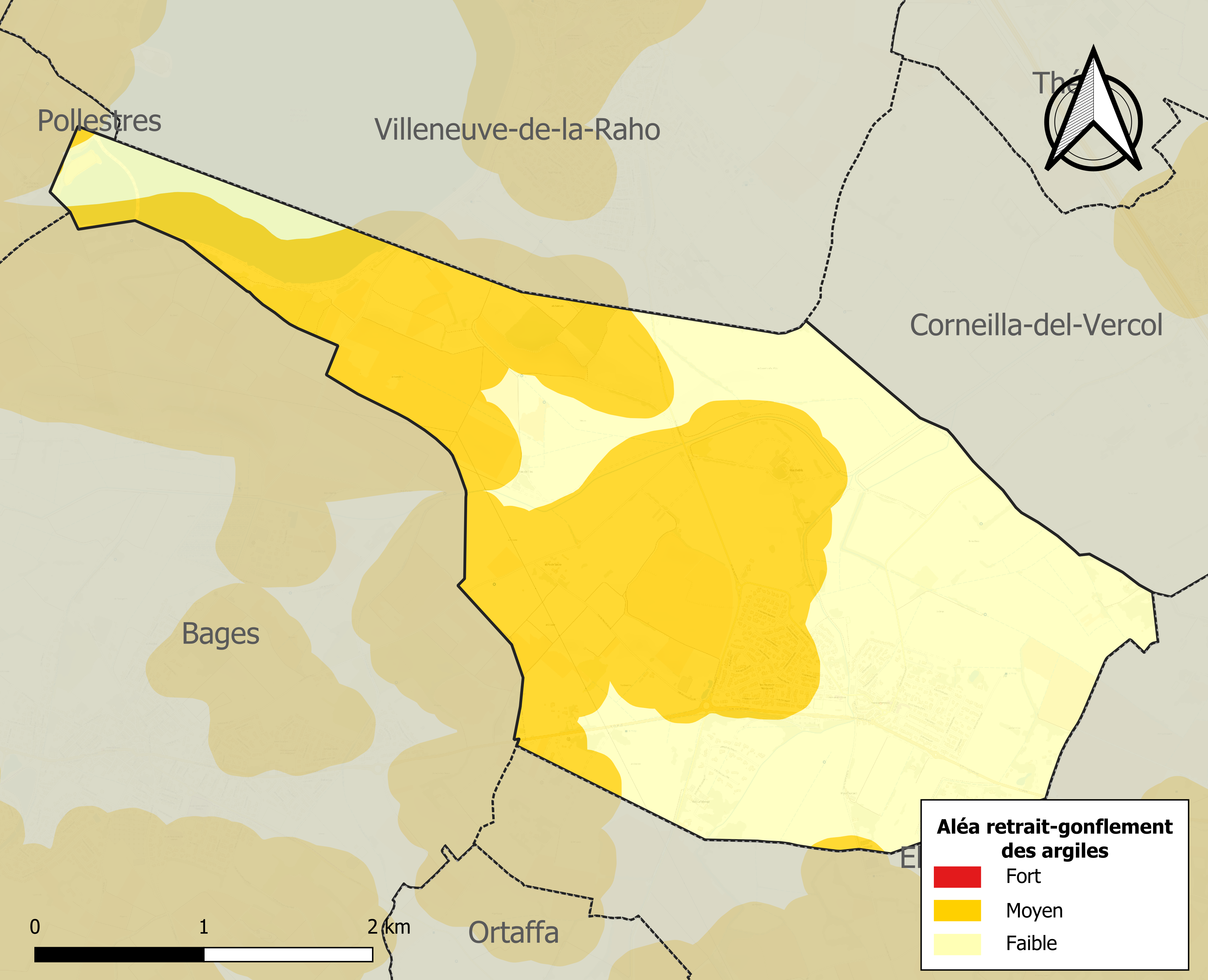
Carte des zones d'aléa retrait-gonflement des argiles.

## Toponymie
En catalan comme en français, le nom de la commune est Montescot.

## Histoire

### Moyen Âge
L'origine de Montescot et d'Alvary date de la conquête du Roussillon par Charlemagne en 811. Entre la fin du VIIIe et le milieu du IXe siècle se forme le village de Montescot autour d'une église préromane dédiée à sainte Marie, près de la motte castrale, en bordure de la voie du Conflent. Excepté quelques parcelles isolées alleutaires, cette propriété de 300 ou 400 hectares environ fut jointe à la charge de « Valvasseur du Roussillon » pendant quelques décennies.
Limitrophe d’Elne la communauté ainsi constituée intégra en grande partie le domaine réservé de l’évêché quand cette fonction disparut.
Une branche cadette de la maison d’Oms s’attribua au XIIIe siècle le titre honorifique de « Valvasseur de Montescot » créé sous Charlemagne se référant à de très anciennes alliances généalogiques. Cela concernait seulement le titre de Valvasseur porté semble-t-il par un lointain et légendaire aïeul faisant remonter leur généalogie jusqu’aux Carolingiens.
La propriété foncière de Montescot et Avalry appartenait bel et bien à l’évêché d’Elne. En tout état de cause le cartulaire ne mentionne pas une quelconque inféodation de Montescot à qui que ce soit, contrairement à sa proche voisine Avalry.
Entre les Xe et XIe siècles la modicité de la communauté semble établie par les chartes qui la désignent comme étant « la ferme de Radi autrefois nommée le mont des chèvres ». Par les donations pieuses et les rachats successifs l’évêché d’Elne finit par acquérir la totalité ou presque des terres de villa Montescapio. Dès lors elles furent tenues en main morte jusqu’à la Révolution.

### Époque moderne
En 1532 Avalry fusionne avec la paroisse de Montescot mais la surface du terroir ainsi constitué reste modeste malgré tout, environ sept ou huit cents hectares.

### Depuis la Révolution

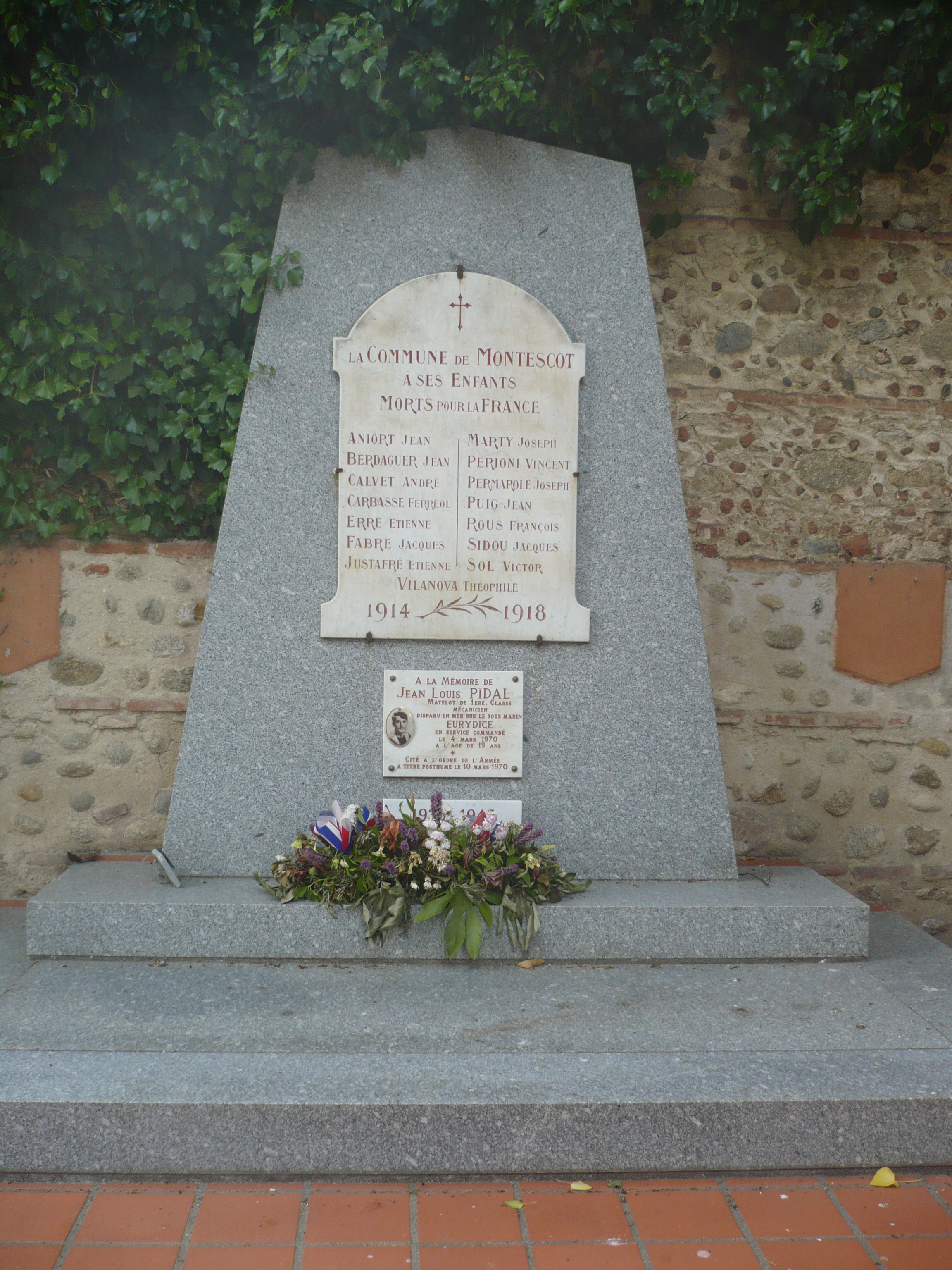
Le monument aux morts

Jusqu’à la moitié du XIXe siècle, Montescot semble figé. Les conditions économiques du Roussillon au cours de la période prérévolutionnaire et napoléonienne n’étant pas propices, les structures immobilières du village n’évoluent guère.
L'expansion viticole de la fin du XIXe érige la vigne en monoculture au détriment des cultures vivrières traditionnelles et de l’élevage. Le village se transforme (mas Belric (Avalry), mas Lafabrègue, mas Charpeil, ancienne poste, mairie). Le bâti s’agrandit mais marque un arrêt entre les deux guerres mondiales et jusqu’aux années soixante.
Sous les mandats des maires MM Maillol, Puigsegur et Martin, les structures foncières de Montescot explosent et le nombre d’habitants atteint le chiffre de mille huit cents en 2007.

### Mas d'Avalrich et anciennes caves du vignoble deMontescot
Plusieurs chartes du cartulaire d’Elne (IXe – XIe siècles) citent ce lieu et le situent dans les environs immédiats du mas Belric.
Des tessons de sigillée et quelques fonds d’amphore épars témoignent d’une occupation ancienne qui remonterait assurément à l’époque romaine. De l’avis de plusieurs historiens[Qui ?], Vilaseca était un petit habitat sis près des marais d’Avalry à proximité d’axes routiers importants. Puisque l’occupation romaine de ce lieu ne laisse aucun doute on peut se demander si nous ne serions pas en présence de Ad Stabulum, l’auberge romaine citée par l’itinéraire d’Antonin (IIIe siècle). Ce relais d’étape bordait la via Domitia à près de 18 milles romains de Salses et 4 miles de Ruscino (Cabestany), non loin d’Elne.
Passons rapidement la période wisigothique. Quand les carolingiens chassèrent les musulmans derrière les Albères, après les massacres et les destructions importantes des belligérants, ils réorganisèrent profondément le pays et beaucoup de terres en friche furent données en aprision par les représentants du pouvoir à certains émigrants appelés pour repeupler le pays. Ces domaines étaient francs d’impôts mais assujettis au service militaire des propriétaires. Ils constituèrent plus tard les alleux. Ce fut le cas de Villeneuve-de-la-Raho et de Vila-seca, alors que Montescot ne semble pas concerné par ces restructurations foncières.
Entre les IXe et XIe siècles l’action des évêques successifs  concourut à la restructuration de l’évêché et ils rachetèrent ou échangèrent de nombreux domaines et parcelles. Le 10 avril 931 par exemple, l’évêque Waldade et son frère le comte Gausbert de Roussillon donnaient conjointement en alleu à l’évêché d’Elne les biens qu’ils possédaient à Vila-seca « pour remède de l’âme de leurs parents ». Dans les années qui suivirent, l’évêché acquit peu à peu la majeure partie de ce terroir et de la proche villa Montescapio, ou du moins ce qui ne lui appartenaient pas déjà.
Entre les XIe et XIIe siècles la féodalité se mit en place à la suite de l’affaiblissement du pouvoir des rois francs. Une longue série de guerres intestines, aggravées par les razzias de pirates barbaresques, génois ou normands, s’abattit sur les côtes. Elles achevèrent de ruiner la région ainsi que le système de gouvernement patiemment mis en place par les carolingiens. L’évêque d’Elne et le comte du Roussillon inféodèrent alors une partie de leurs domaines pour s’assurer le service d’hommes d’armes fidèles. La construction du château sur les ruines romaines date de cette époque trouble et le toponyme de Villaseca disparut complètement, remplacé dans les textes de l’époque par celui d’Avalry, de l’étang tout proche. Un nouvel habitat se constitua autour d’une église romane consacrée à Saint Vincent, composé à l’origine de huttes en roseaux des étangs et de quelques rares maisons « en dur ».
Les premiers châtelains connus furent Pierre Bernard d’Avalry (1106-1126) et son fils Gausbert (1126-1157?) époux de Flandrina. Après cette date le patronyme disparaît par extinction de la lignée ou bien par changement de patronyme, cela arrivait régulièrement.
Ce Gausbert d’Avalry était un proche du roi d’Aragon et bénéficia de certaines libéralités de sa part. Personnage important (cosignataire de la dédication du monastère Arulensis en 1157 (M.H. Col 1321,1322,1323), il s’appropria des droits de justice d’Avalry que détenait l’évêché d’Elne, qui ne les récupéra effectivement qu’au terme d’un long procès entre 1142 et 1155, définitivement clos en 1215 (matérialisé par l'épitaphe scellée contre un mur du cloitre d'Elne).
En 1532, à la suite d'une restructuration du terroir, la petite paroisse d’Avalry fut rattachée à la celle de Montescot toute proche et non moins grande. Le vicomte de Canet et d’Ille Galceran de Pinos, alors propriétaire des lieux, vendit ou céda à l’église de Laroque-des-Albères le portail sculpté en marbre blanc de style roman de l’église saint Vincent d’Avalry déclassée.
Avec des fortunes diverses, le château et ses terres subsistèrent jusqu’à la deuxième moitié du XIXe siècle. Le plan cadastral dressé en 1807 permet de discerner, tels qu’ils furent aux XVIIe – XVIIIe siècles et très certainement aussi au Moyen Âge, un ensemble de trois grands bâtiments de forme irrégulière disposés de part et d‘autre de l’intersection de trois chemins. En 1872 ils furent entièrement rasés pour laisser place aux constructions actuelles, tournées vers l’exploitation viticole et l’élevage.

## Politique et administration

### Liste des maires
| Période   | Période   | Identité                           | Étiquette | Qualité |
| --------- | --------- | ---------------------------------- | --------- | ------- |
| 1792      | 1793      | Raymond Barrere                    |           |         |
| 1793      | 1797      | Étienne Galangau                   |           |         |
| 1797      | 1800      | Simon Carals                       |           |         |
| 1800      | 1802      | Joseph Sanyas                      |           |         |
| 1802      | 1805      | Dominique Orman                    |           |         |
| 1805      | 1808      | Raymond Barrere                    |           |         |
| 1808      | 1821      | Joseph Gari                        |           |         |
| 1821      | 1827      | Martin Arman                       |           |         |
| 1827      | 1841      | Joseph Gari                        |           |         |
| 1841      | 1842      | Michel Boe                         |           |         |
| 1842      | 1848      | Paul Fabre                         |           |         |
| 1848      | 1852      | André Bottle                       |           |         |
| 1852      | 1861      | Jean Gari                          |           |         |
| 1861      | 1873      | Étienne Galangau                   |           |         |
| 1873      | 1874      | Étienne Fabre                      |           |         |
| 1874      | 1876      | Jean Bertrand                      |           |         |
| 1876      | 1878      | Jean Fourcade                      |           |         |
| 1878      | 1881      | Pierre Fabre                       |           |         |
| 1882      | 1884      | Thomas Cremadeills                 |           |         |
| 1884      | 1908      | Jean Fourcade                      |           |         |
| 1908      | 1911      | Louis de Boulliers                 |           |         |
| 1911      | 1919      | Gaston Schul                       |           |         |
| 1919      | 1925      | Pierre Baylard                     |           |         |
| 1925      | 1927      | Christophe Jonqueres d'Oriola      |           |         |
| 1927      | 1952      | Christophe Lafabregues de Pallares |           |         |
| 1952      | 1959      | Christophe Jonqueres d'Oriola      |           |         |
| 1959      | 1966      | Armand Erre                        |           |         |
| 1966      | 1968      | Eugène Puigsegur                   |           |         |
| 1968      | 1971      | Camille Fabre                      |           |         |
| 1971      | 1973      | Édouard Picco                      |           |         |
| 1973      | 1983      | Raphaël Maillol                    |           |         |
| 1983      | 1995      | Eugène Puigsegur                   |           |         |
| 1995      | mars 2014 | Michel Martin,                     |           |         |
| mars 2014 | En cours  | Louis Sala                         |           |         |

## Population et société

### Démographie ancienne
La population est exprimée en nombre de feux (f) ou d'habitants (H).
| 1358 | 1365 | 1378 | 1424 | 1470 | 1515 | 1553 | 1643 | 1709 |
| ---- | ---- | ---- | ---- | ---- | ---- | ---- | ---- | ---- |
| 14 f | 14 f | 11 f | 11 f | 6 f  | 9 f  | 7 f  | 4 f  | 30 f |

| 1720 | 1730 | 1767  | 1774 | 1789 | 1790 | - | - | - |
| ---- | ---- | ----- | ---- | ---- | ---- | - | - | - |
| 14 f | 19 f | 113 H | 23 f | 20 f | 54 H | - | - | - |

Notes :
- 1774 : pour Montescot et Vallrich ;
- 1789 : pour Montescot et Belric.

### Démographie contemporaine
L'évolution du nombre d'habitants est connue à travers les recensements de la population effectués dans la commune depuis 1793. Pour les communes de moins de 10 000 habitants, une enquête de recensement portant sur toute la population est réalisée tous les cinq ans, les populations de référence des années intermédiaires étant quant à elles estimées par interpolation ou extrapolation. Pour la commune, le premier recensement exhaustif entrant dans le cadre du nouveau dispositif a été réalisé en 2004.

En 2022, la commune comptait 1 595 habitants, en évolution de −8,54 % par rapport à 2016 (Pyrénées-Orientales : +3,92 %, France hors Mayotte : +2,11 %).
| 1793 | 1800 | 1806 | 1821 | 1831 | 1836 | 1841 | 1846 | 1851 |
| ---- | ---- | ---- | ---- | ---- | ---- | ---- | ---- | ---- |
| 97   | 75   | 77   | 117  | 125  | 113  | 128  | 119  | 139  |

| 1856 | 1861 | 1866 | 1872 | 1876 | 1881 | 1886 | 1891 | 1896 |
| ---- | ---- | ---- | ---- | ---- | ---- | ---- | ---- | ---- |
| 151  | 124  | 146  | 175  | 202  | 236  | 254  | 275  | 303  |

| 1901 | 1906 | 1911 | 1921 | 1926 | 1931 | 1936 | 1946 | 1954 |
| ---- | ---- | ---- | ---- | ---- | ---- | ---- | ---- | ---- |
| 296  | 307  | 305  | 285  | 265  | 264  | 235  | 238  | 234  |

| 1962 | 1968 | 1975 | 1982 | 1990  | 1999  | 2004  | 2006  | 2009  |
| ---- | ---- | ---- | ---- | ----- | ----- | ----- | ----- | ----- |
| 214  | 221  | 471  | 612  | 1 128 | 1 375 | 1 551 | 1 559 | 1 662 |

| 2014  | 2019  | 2022  | - | - | - | - | - | - |
| ----- | ----- | ----- | - | - | - | - | - | - |
| 1 756 | 1 647 | 1 595 | - | - | - | - | - | - |

| selon la population municipale des années : | 1968 | 1975 | 1982 | 1990 | 1999 | 2006 | 2009 | 2013 |
| Rang de la commune dans le département      | 124  | 97   | 81   | 66   | 64   | 60   | 61   | 61   |
| Nombre de communes du département           | 232  | 217  | 220  | 225  | 226  | 226  | 226  | 226  |

### Manifestations culturelles et festivités
- Fête patronale : 20 février[38].

## Économie

### Revenus
En 2018, la commune compte 691 ménages fiscaux, regroupant 1 661 personnes. La médiane du revenu disponible par unité de consommation est de 21 380 € (19 350 € dans le département).

### Emploi
|                | 2008   | 2013   | 2018   |
| -------------- | ------ | ------ | ------ |
| Commune        | 7,4 %  | 10,2 % | 9,8 %  |
| Département    | 10,3 % | 12,9 % | 13,3 % |
| France entière | 8,3 %  | 10 %   | 10 %   |

En 2018, la population âgée de 15 à 64 ans s'élève à 1 039 personnes, parmi lesquelles on compte 74,3 % d'actifs (64,5 % ayant un emploi et 9,8 % de chômeurs) et 25,7 % d'inactifs,. Depuis 2008, le taux de chômage communal (au sens du recensement) des 15-64 ans est inférieur à celui de la France et du département.
La commune fait partie de la couronne de l'aire d'attraction de Perpignan, du fait qu'au moins 15 % des actifs travaillent dans le pôle,. Elle compte 176 emplois en 2018, contre 175 en 2013 et 214 en 2008. Le nombre d'actifs ayant un emploi résidant dans la commune est de 681, soit un indicateur de concentration d'emploi de 25,8 % et un taux d'activité parmi les 15 ans ou plus de 55 %.
Sur ces 681 actifs de 15 ans ou plus ayant un emploi, 73 travaillent dans la commune, soit 11 % des habitants. Pour se rendre au travail, 92,1 % des habitants utilisent un véhicule personnel ou de fonction à quatre roues, 1,6 % les transports en commun, 4,4 % s'y rendent en deux-roues, à vélo ou à pied et 1,8 % n'ont pas besoin de transport (travail au domicile).

### Activités hors agriculture

#### Secteurs d'activités
117 établissements sont implantés  à Montescot au 31 décembre 2019. Le tableau ci-dessous en détaille le nombre par secteur d'activité et compare les ratios avec ceux du département,.
| Secteur d'activité                                                                                        | Commune | Commune | Département |
| Secteur d'activité                                                                                        | Nombre  | %       | %           |
| --- | ------- | ------- | ----------- |
| Ensemble                                                                                                  | 117     | 100 %   | (100 %)     |
| Industrie manufacturière, industries extractives et autres                                                | 9       | 7,7 %   | (8,7 %)     |
| Construction                                                                                              | 13      | 11,1 %  | (14,3 %)    |
| Commerce de gros et de détail, transports, hébergement et restauration                                    | 27      | 23,1 %  | (30,5 %)    |
| Information et communication                                                                              | 3       | 2,6 %   | (1,9 %)     |
| Activités financières et d'assurance                                                                      | 2       | 1,7 %   | (3 %)       |
| Activités immobilières                                                                                    | 14      | 12 %    | (6,2 %)     |
| Activités spécialisées, scientifiques et techniques et activités de services administratifs et de soutien | 18      | 15,4 %  | (13 %)      |
| Administration publique, enseignement, santé humaine et action sociale                                    | 15      | 12,8 %  | (13,9 %)    |
| Autres activités de services                                                                              | 16      | 13,7 %  | (8,5 %)     |

Le secteur du commerce de gros et de détail, des transports, de l'hébergement et de la restauration est prépondérant sur la commune puisqu'il représente 23,1 % du nombre total d'établissements de la commune (27 sur les 117 entreprises implantées  à Montescot), contre 30,5 % au niveau départemental.

#### Entreprises et commerces
Les cinq entreprises ayant leur siège social sur le territoire communal qui génèrent le plus de chiffre d'affaires en 2020 sont : 
- Sanec, supermarchés (16 382 k€)
- Vila SARL, intermédiaires du commerce en matières premières agricoles, animaux vivants, matières premières textiles et produits semi-finis (11 356 k€)
- Mil Pouss, culture de légumes, de melons, de racines et de tubercules (1 345 k€)
- Drimagri, ingénierie, études techniques (310 k€)
- Access Services 66, commerce de détail de journaux et papeterie en magasin spécialisé (161 k€)

### Agriculture
|               | 1988 | 2000 | 2010 | 2020 |
| ------------- | ---- | ---- | ---- | ---- |
| Exploitations | 19   | 15   | 9    | 5    |
| SAU (ha)      | 100  | 364  | 199  | 235  |

La commune est dans la « plaine du Roussillon », une petite région agricole occupant la bande côtière et une grande partie centrale du département des Pyrénées-Orientales. En 2020, l'orientation technico-économique de l'agriculture  sur la commune est la culture de fruits ou d'autres cultures permanentes. Cinq exploitations agricoles ayant leur siège dans la commune sont dénombrées lors du recensement agricole de 2020 (19 en 1988). La superficie agricole utilisée est de 235 ha,,.

## Culture locale et patrimoine

### Monument et lieux touristiques

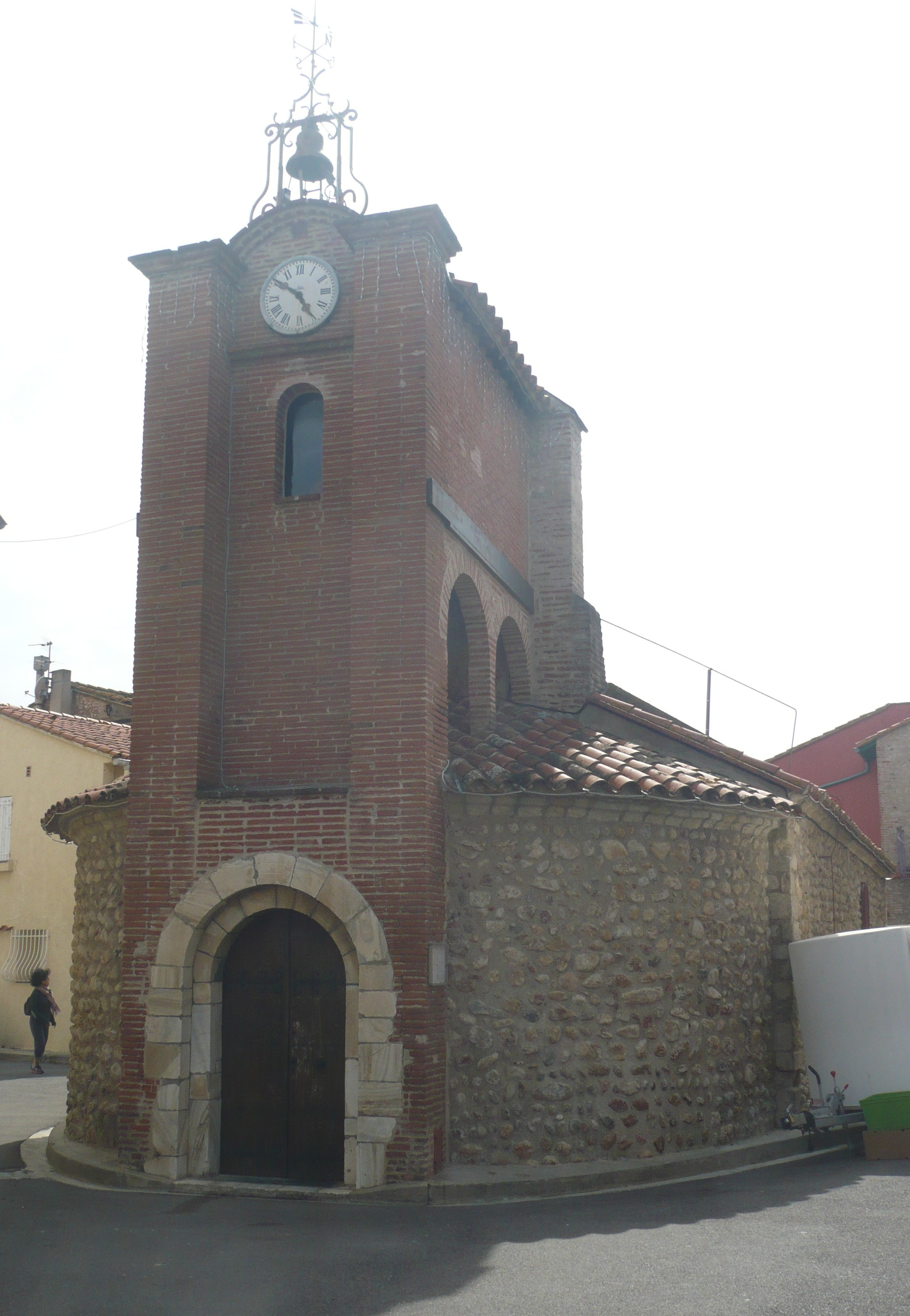
Église Sainte-Marie

- Église Sainte-Marie de Montescot, église romane.

### Patrimoine naturel
A l’Est, cette monoculture cède la place à de vastes prés de type bocager (mas Belric, l’Aygual, mas de l‘Ou, Terres Verds), c’est la « dépression salée de Montescot », que l ‘Agouille de la Mar parcourt paresseusement. Dans ces plates étendues vertes on relève la présence des végétaux et des animaux suivants : 
- Flore de Montescot : Canyes, sanyes, genets, tamarins, peupliers, ormes, vernes, aubépine, aloès, iris, ajonc, euphorbe, salicornes, massettes, bouton d’or, géranium sauvage, mauve, pissenlit, coquelicot, narcisses, chardon...
- Faune : Chauve-souris, lapins, quelques rongeurs et mustélidés, le hérisson et ses proies (les lézards verts et communs, le gecko et la couleuvre, l’orvet ou encore l ‘escargot terrestre) s’intègrent dans le couvert végétal.

Le lac de Villeneuve de la Raho anciennement nommé « étang de Barria » attire les oiseaux de mer et sert d’étape à beaucoup d’espèces migratoires de passereaux, d’échassiers et de canards (aigrette, canard colvert, foulque, héron cendré, macreuse, poule d’eau, râle d’eau, sarcelle), quelques rapaces et corneilles autour du mas Belric.

### Héraldique
| Blason de Montescot | Blason  | Fascé d'or et de sable.                          |
| Blason de Montescot | Détails | Le statut officiel du blason reste à déterminer. |